# Евзой (епископ Византийский)
Епископ Евзо́й иначе Эвзо́й (греч. Επίσκοπος Εὐζώϊος, умер в 154) — епископ Византийский в течение шести лет (148—154).
Преемник епископа Афинодора. Епископствовал в годы гонения на христиан императором Антонином Пием.